# 복나무
복나무(학명: Garcinia subelliptica) 또는 후쿠기(일본어:  フクギ[*])는 말피기아목 클루시아과 망고스틴속에 속하는 나무로, 필리핀·스리랑카·대만·인도네시아·일본 오키나와에 분포한다. 키가 6-20m까지 자라는 큰키나무이다.